# Huahe
Huahe (kinesiska: 化河, 化河乡) är en socken i Kina. Den ligger i provinsen Henan, i den centrala delen av landet, omkring 170 kilometer sydost om provinshuvudstaden Zhengzhou. Antalet invånare är 34 903. Befolkningen består av 17 925 kvinnor och 16 978 män. Barn under 15 år utgör 26,0 %, vuxna 15-64 år 65 %, och äldre över 65 år 7,0 %.
Genomsnittlig årsnederbörd är 992 millimeter. Den regnigaste månaden är augusti, med i genomsnitt 206 mm nederbörd, och den torraste är januari, med 11 mm nederbörd.